# Revisie (rechtspraak)
In de rechtspraak staat revisie voor (een verzoek tot) herziening. 
Revisie kan voorkomen in civielrechtelijke en strafrechtelijke zaken.

## Revisie in civielrecht
In het civielrecht is revisie een rechtsmiddel tegen arresten die door de Hoge Raad zelf zijn gewezen – dat gebeurt zelden.

## Herziening in bestuursrecht
Een verzoek tot herziening is een rechtsmiddel in het bestuursrecht, dat slechts zelden wordt gehonoreerd.

## Herziening in strafrecht
In strafzaken is revisie een buitengewoon rechtsmiddel tegen een in hoogste feitelijke instantie gewezen vonnis of arrest (van een rechtbank of gerechtshof). In Nederland wordt revisie aangevraagd (of beter: ingesteld) bij de Hoge Raad. Als de Hoge Raad herziening mogelijk en wenselijk acht, wordt de zaak naar een gerechtshof verwezen dat nog niet eerder over de zaak geoordeeld heeft. 
Sinds 1 oktober 2012 zijn er ruimere mogelijkheden voor herziening in afgesloten strafzaken. Er wordt onderscheid gemaakt tussen:
- herziening ten voordele van de veroordeelde (sinds 1-10-2012),
- herziening ten nadele (van de gewezen verdachte)[3][4] (ingangsdatum 1-10-2013).

Op Rijksoverheid.nl valt te lezen:

Sinds 1 oktober 2012 kunnen afgesloten strafzaken sneller worden herzien. Personen die veroordeeld zijn voor een ernstig misdrijf kunnen daartoe een aanvullend onderzoek vragen aan de procureur-generaal bij de Hoge Raad. Zo kan nieuw deskundigenbewijs aanleiding zijn voor een herzieningsverzoek. Het moet dan gaan om nieuwe gegevens (novum) waarbij het ‘ernstige vermoeden’ ontstaat dat de rechter tot een ander oordeel zou zijn gekomen als hij daarvan op de zitting had geweten. De Adviescommissie afgesloten strafzaken, die bestaat uit deskundigen afkomstig uit de wetenschap, de politiepraktijk, de advocatuur en het openbaar ministerie, adviseert de procureur-generaal over de wenselijkheid van een nader onderzoek naar een novum.

De Bredase restaurantmoord (1993) is de eerste casus van een verzoek tot herziening door de procureur-generaal bij de Hoge Raad. Dit verzoek is in 2012 gehonoreerd, en  de strafzaak is aan een ander gerechtshof ter beoordeling voorgelegd.

## Voorbeelden van herziening van een strafzaak
- (1923) Moord in Giessen-Nieuwkerk
- (1993) Bredase restaurantmoord, de strafzaak wordt opnieuw behandeld
- (1994) Puttense moordzaak (moord op Christel Ambrosius), vrijspraak voor de twee veroordeelde vrienden
- (1997) Hendrik W. uit Almelo, het slachtoffer van een steekpartij is uit een  langdurig coma ontwaakt
- (2000) Schiedammer parkmoord
- Lucia de Berk (verpleegkundige), vrijspraak
- Ina Post (bejaardenverzorgster), vrijspraak